# Henry Street (Manhattan)
Ne doit pas être confondu avec Henry Street (Brooklyn).
Henry Street est une rue de New York. 

## Situation et accès
Cette voie du quartier de Lower East Side, situé dans l'arrondissement de Manhattan, qui s'étend vers l'est, ne comprend qu'une voie de circulation, sauf sur un tronçon à l'ouest de Pike Street, où la rue comporte deux voies. Henry Street s'étend depuis Oliver Street à l'ouest (localement appelé « sud » car la rue se dirige vers Downtown Manhattan), passe en dessous du pont de Manhattan et se poursuit jusqu'à Grand Street à l'est (localement appelé « nord »). 
Henry Street a une longueur d'environ 1,440 kilomètre.

### Intersections
Henry Street croise, d'ouest en est, les rues suivantes :
- Oliver Street (début)
- Catherine Street
- Market Street
- Mechanics Alley
- Passe sous le pont de Manhattan
- Forsyth Street
- Pike Street
- Rutgers Street
- Jefferson Street
- Clinton Street
- Montgomery Street
- Grand Street (fin)

## Origine du nom
La rue est nommée d'après Henry Rutgers (en), un philanthrope et héros de la guerre d'indépendance des États-Unis. Rutgers Street, qui croise Henry Street, est également nommée d'après lui.

## Historique
Les conditions de vie misérables des immigrés habitant les immeubles précaires d'Henry Street et du quartier voisin à la fin du XIXe siècle poussent les infirmières Lillian Wald et Mary Maud Brewster à fonder la Henry Street Settlement (en), une organisation de services sociaux, en 1893. Actuellement, Henry Street accueille toujours des résidents immigrés et est considérée comme faisant partie d'une extension du quartier de Chinatown.

## Bâtiments remarquables et lieux de mémoire
À une extrémité de la rue se trouve l'Église baptiste de Mariner's Temple (en), dont la façade est ornée de colonnes ioniques. La construction de l'édifice remonte à 1845, même si la paroisse, qui avait pour but de proposer des offres cultuelles aux marines et ouvriers de compagnies maritimes, est établie en 1785. À cet endroit, il y a eu une église dès que les rues furent construites, au lendemain de l'ère coloniale britannique. La pierre angulaire du premier bâtiment a été préservée et est toujours visible aujourd'hui devant l'entrée principale du temple.
À Henry Street se trouve également la Alfred E. Smith School, construite en 1897 sous le nom de « Grammar School No 1 ». L'école est nommée d'après Al Smith, un homme politique ayant grandi à Lower East Side.
À l'angle sud-ouest de Henry Street et Market Street se trouve l'ancienne Église grégorienne réformée de Market Street (Georgian Market Street Reformed Church), construite en 1819. Les fenêtres de l'édifice sont composées de nombreux panneaux (35 × 35 × 35). L'édifice accueille désormais la Première Église presbytérienne chinoise (First Chinese Presbyterian Church), qui a dû partager le bâtiment avec la Sea and Land Church (en) jusqu'en 1972. Ce bâtiment est la deuxième église la plus ancienne de New York.
En reconnaissance du caractère multiculturel de Henry Street, l'École d'études internationales d'Henry Street (Henry Street School for International Studies), ouvre ses portes en 2004 au 220 Henry Street. Elle propose des cours aux élèves du 6e au 12e grade. Le collège de la Henry Street School (grades 6 à 8), accueille divers groupes d'étudiants originaires du Bronx, de Manhattan, de Brooklyn et du Queens. L'école fait partie des petits établissements scolaires du Département de l'Éducation de la Ville de New York et est soutenue par la Asia Society ainsi que par la Fondation Bill-et-Melinda-Gates.
L'église Sainte-Augustine (en), située au 290 Henry Street entre Montgomery Street et Grand Street, est édifiée entre 1827 et 1829 sous le nom d'église libre Toussaints (All Saints' Free Church). Le bâtiment est construit en dehors de la couche de schiste qui se trouve sous Manhattan. L'architecture néo-gothique de l'édifice est attribuée à John Heath. L'église Sainte-Augustine est intégrée à la liste des monuments new-yorkais en 1966,.
À l'angle nord-ouest de Rutgers Street (16–18), Henry Street fait face à l'église catholique romaine Sainte-Thérèse (en), construite en 1841 pour la Première Église presbytérienne de New York.
Au 301 Henry Street se trouve le Charles and Stella Guttman Building, construit en 1962 et appartenant à la Henry Street Settlement. Cet édifice est composé de quatre étages et d'un sous-sol.